# Trebouxiophyceae incertae sedis
Trebouxiophyceae incertae sedis, pedesetak vrsta zelenih algi nesigurne sistematske pripadnosti sa statusom porodice unutar reda Trebouxiophyceae ordo incertae sedis.

## Rodovi
1. Autumnella Ulrich & Röske 2
2. Chloropyrula Gaysina, Nemcova, Skaloud, Sevcikova & Elias 1
3. Crucigenia Morren 14
4. Edaphochlorella Darienko & Pröschold 1
5. Eremochloris K.Fucíková, P.O.Lewis & L.A.Lewis 1
6. Glaphyrella T.Kalina 1
7. Koliellopsis Lokhorst 1
8. Lemmermannia Chodat 5
9. Leptosira Borzì 7
10. Lewiniosphaera Pröschold & Darienko 1
11. Lunachloris Barcyte & Hodac 1
12. Pseudomarvania Eliás & Neustupa 2
13. Rhopalosolen Fott 3
14. Xerochlorella Fucíková, P.O.Lewis & L.A.Lewis 3